# Vilar Seco de Lomba
Vilar Seco de Lomba es una freguesia portuguesa del municipio de Vinhais, con 20,24 km² de superficie y 292 habitantes (2001). Su densidad de población es de 14,4 hab/km².